# Scharlachkopf-Bartvogel
Der Scharlachkopf-Bartvogel (Eubucco tucinkae) ist eine Vogelart aus der Familie der Amerikanischen Bartvögel. Die Art kommt in Südamerika vor. Es handelt sich um eine sehr farbenprächtige Art, bei der beide Geschlechter einen roten Oberkopf haben. Es werden keine Unterarten unterschieden. Die IUCN stuft den Scharlachkopf-Bartvogel als nicht gefährdet (least concern) ein.

## Erscheinungsbild
Die Männchen des Scharlachkopf-Bartvogels erreichen eine Flügellänge von 7,4 bis 8,1 Zentimetern. Die Schwanzlänge beträgt zwischen 5,7 und 6,8 Zentimeter. Der Schnabel wird zwischen 1,8 und 2,3 Zentimeter lang. Die Weibchen haben ähnliche Körpermaße.
Die Männchen sind rund um die Schnabelbasis schwarz, auch die Augen sind schmal schwarz umrahmt. Der Rest des Kopfes, die Halsseiten und die Vorderbrust sind rot. Der Nacken ist goldgelb, der vordere Rücken ist olivfarben, wobei die einzelnen Federn goldene und rötliche Spitzen aufweisen. Der übrige Rücken ist gelblich olivfarben, der Bürzel und die Oberschwanzdecken sind hellgrün mit gelben Federspitzen. Die im Verhältnis zur Körpergröße langen Steuerfedern sind olivbräunlich mit braunen Federschäften. Auf der Unterseite sind die Federn etwas blasser mit einem gelblichen Schimmer und matt gelblich-weißen Federschäften. Das Rot der Vorderbrust geht in der Brustmitte zu einem Goldgelb über, an den Brustseiten findet sich jeweils ein grauer Fleck. Die Bauchmitte ist gelbweiß, die Unterschwanzdecken sind olivgrün und weiß gestreift. Der Schnabel ist grün bis gelb, die Augen sind rot bis dunkelrot.
Der Sexualdimorphismus ist nicht so ausgeprägt wie beispielsweise beim Anden-Bartvogel, der zur gleichen Gattung gehört. Die Weibchen unterscheiden sich von den Männchen durch ihre gelbe Kehle und orangegelbe Vorderbrust. Der Rücken ist bis zu den Oberschwanzdecken mehr gelblich-grün als beim Männchen.
Verwechslungsmöglichkeiten bestehen vor allem mit den Tangaren. Der Goldbrust-Bartvogel, dessen Verbreitungsgebiet mit dem des Scharlachkopf-Bartvogels überlappt, unterscheidet sich von diesem  durch seinen eher orangen Kopf und die gelbe Kehle. Der graue Fleck an den Körperseiten ist außerdem ein charakteristisches Merkmal des Scharlachkopf-Bartvogels, das bei keinem anderen Bartvogel im Verbreitungsgebiet vorkommt.

## Verbreitungsgebiet und Lebensraum

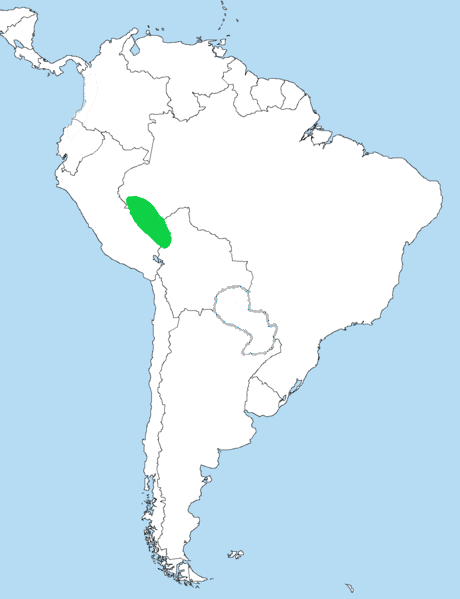
Verbreitungsgebiet (grün) des Scharlach-Bartvogels

Das Verbreitungsgebiet des Scharlachkopf-Bartvogels ist etwa 178.000 Quadratkilometer groß. Es erstreckt sich vom Osten der Anden in Südperu bis in den Norden von La Paz und Acre. Der Scharlachkopf-Bartvogel kommt in Höhenlagen zwischen 150 und 850 Metern vor und besiedelt bevorzugt Wälder entlang von Flüssen. Er nutzt auch Sekundärwald, der auf aufgegebenen Kulturflächen der indigenen Bevölkerung dieser Region nachwächst.

## Lebensweise
Der Scharlachkopf-Bartvogel ist ein Allesfresser, dessen Nahrung zu etwa 40 % aus Insekten und zu 60 % aus Früchten und Blüten besteht. Nach Insekten sucht er zwischen Blättern und in Lianen. Er schließt sich gelegentlich den Trupps anderer Vogelarten an. So wurde er in der Gesellschaft mit Drossel-Zaunkönigen (Campylorhynchus turdinus), Elstertangaren (Cissopis leveriana) und Maskentangaren (Ramphocelus nigrogularis) beobachtet. Die Fortpflanzungsbiologie des Scharlachkopf-Bartvogels ist weitgehend unerforscht.

## Belege